# Панлейкопения
Панлейкопени́я  — вирусная болезнь кошек, отличающаяся высокой контагиозностью, характеризующаяся лихорадкой (высокой температурой), поражением желудочно-кишечного тракта, респираторных органов, сердца, общей интоксикацией и обезвоживанием организма. Не опасна для человека.

## Возбудитель болезни
Болезнь вызывается парвовирусом (лат. Virus panleukopenia feline) из группы парвовирусов размером 20—25 нм. Данный вирус имеет антигенное родство с возбудителями вирусного энтерита норок и парвовирусного энтерита собак. Геном вируса представлен однонитчатой молекулой ДНК. К данному заболеванию наиболее восприимчивы котята в возрасте от двух до шести месяцев. Летальность среди котят при данном заболевании составляет 90 %. Для людей вирус неопасен. Вирус поражает крипты тонкого кишечника, клетки костного мозга, лимфатическую систему.
Вирус парвовируса устойчив при pH 3,0—9,0, выдерживает нагревание до 60 °С в течение 1 ч, на него не действуют диэтиловый эфир, хлороформ, пепсин, трипсин. Срок жизни вируса во внешней среде достигает 1 года, в связи с чем он широко распространён в природе.